# George Flahiff
George Bernard Flahiff, c.s.b., né le 26 octobre 1905 à Paris (Ontario) et mort le 22 août 1989 à Toronto, est un cardinal canadien, ancien archevêque de Winnipeg.

## Biographie

### Prêtre
Après des études d’histoire à l'université de Toronto, il est ordonné prêtre le 17 avril 1930 pour la congrégation des basiliens. Il est alors envoyé en France pour compléter sa formation historique à l'École nationale des chartes et à l'université de Strasbourg.

### Évêque
Supérieur général des basiliens à partir de 1954, il est nommé archevêque de Winnipeg le 10 mars 1961 et est consacré le 31 mai suivant par le cardinal James McGuigan. Il occupe ce siège jusqu’au 31 mars 1982, date à laquelle il se retire pour raison d'âge.
Il préside la Conférence épiscopale canadienne de 1963 à 1965.

### Cardinal
Il est créé cardinal par Paul VI lors du consistoire du 28 avril 1969 avec le titre de cardinal-prêtre de S. Maria della Salute a Primavalle.

## Succession apostolique
George Flahiff a ordonné les évêques suivants :
- Évêque Omer Alfred Robidoux (de), O.M.I. (1970)
- Archevêque Charles Aimé Halpin (1973)

## Source
- Bibliothèque de l'École des chartes, 1991